# Aristostomias polydactylus
Aristostomias polydactylus — вид голкоротоподібних риб родини Стомієві (Stomiidae).

## Опис
Тіло сягає 22 см завдовжки.

## Поширення
Морський, батипелагічний вид, що населяє тропічні води всіх океанів на глибині 120—1280 м.